# Drabet på Emilie Meng
Drabet på Emilie Meng var en forbrydelse, der fandt sted i 2016. Sagen fik opmærksomhed i medierne og blev efterforsket af både politi og civile. Der blev sat plakater op med efterlysning af Emilie Meng over hele landet.
Sagen var længe uopklaret, men den 26. april 2023 blev den dengang 32-årige Philip Patrick Westh, der også er dømt for bortførelsen og voldtægt af en 13-årig pige på Sydvestsjælland i april 2023 samt overfald og forsøg på voldtægt af en 15-årig efterskoleelev i november 2022, sigtet for drabet. Den 23. april 2024 blev navneforbuddet på den sigtede ophævet. Den 28. juni 2024 blev Philip Patrick Westh kendt skyldig i drabet.

## Forsvundet i 168 dage
Emilie Anine Skovgaard Meng (født 31. juli 1998 i Korsør) forsvandt den 10. juli 2016 i Korsør efter en bytur i Slagelse med sine veninder. De ankom omkring kl. 4 om morgenen til Korsør Station, og Emilie begyndte at gå hjem alene til fods.
Mange frivillige hjalp politiet med at lede efter hende. Politiet fik flere henvendelser, der førte til mistanke mod tre personer, herunder blandt andre en 33-årig lastbilchauffør og en mand på 67 år, som fik sit hus ransaget fem gange, men det viste sig senere, at de ikke havde noget med sagen at gøre. Efter fire måneder arbejdede politiet med 3 teorier:
- Hun har i en periode valgt at leve et andet sted
- Hun har været udsat for en ulykke under en eller anden form
- Hun har været udsat for en forbrydelse

## Fundet død, efterforskes som en forbrydelse
Emilie Meng blev den 24. december 2016 fundet død ved Regnemarks Bakker i Køge Kommune tæt ved Borup. Politiet afspærrede og efterforskede på findestedet. Politiet oplyste ved et pressemøde den efterfølgende aften, at Emilie Meng havde været udsat for en meget grov forbrydelse. Politiet efterforskede bevismateriale samt mobiltrafik fra området, hvor Emilie Meng forsvandt, og hvor hun blev fundet.
Mandag den 26. december 2016 blev der afholdt en mindehøjtidelighed ved Korsør Station, hvor flere hundrede personer var til stede, blandt dem borgmesteren for Slagelse Kommune, Stén Knuth (V). 19. januar 2017 blev hun begravet fra Sankt Povls Kirke i Korsør og efterfølgende jordfæstet på Korsør Kirkegård.
I juni 2017 offentliggjorde Sydsjællands og Lolland-Falsters Politi resultaterne af tekniske undersøgelser af en overvågningsvideo fra Korsør Station.
Politiets rekonstruktion af videoen viser overvågning af et indendørs gangareal, men også øverst i venstre hjørne et blik ud mod stationens parkeringsplads.
Ganske svagt ses en lys personbil, der kører rundt omkring klokken 4.07 den 10. juli 2016.
Videoens ringe kvalitet gjorde det svært at fastslå bilens model, men efter flere måneders arbejde i udlandet var det en eksperts vurdering, at der med stor sandsynlighed var tale om en Hyundai i30 model 2011-2016.
Politiet havde da afhørt omkring 650 personer i sagen, skrevet i nærheden af 2.000 rapporter og sammenholdt cirka 400.000 biler med teleoplysninger.

## Omtale
Sagen var vidt omtalt i medierne.
Tre år efter Emilie Mengs forsvinden, den 22. august 2019, sendte TV 2-dokumentaren "Hvor er politiet?".
Nogle måneder senere sendte DR dokumentarserien "Emilie Meng - en efterforskning går galt". I 2021 havde en dokumentarserie på fire afsnit premiere på Discovery+.
Over to sæsoner i 2019 og 2020 sendte B.T. i alt 22 episoder i podcasten "Emilie Meng-mysteriet".

## Pressemøde 26. april 2023
Den 26. april 2023 afholdt Sydsjællands og Lolland-Falsters Politi et pressemøde, hvor de meddelte, at den dengang 32-årige Philip Patrick Westh, som blev anholdt den 16. april for bortførelsen og voldtægten af en 13-årig pige i Kirkerup, nu også var sigtet for drabet på Meng. Politiet tilføjede, at den 32-årige mand også var blevet sigtet for en uopklaret sag fra Sorø. Her blev en efterskoleelev i november 2022 truet med kniv og forsøgt voldtaget og frihedsberøvet. Politiet beslaglagde en bil i Slovakiet af mærket Hyundai i30, som angiveligt tidligere har været ejet af den 32-årige sigtede i sagen om bortførelsen af en 13-årig pige.

## Retssag
Den 14. maj 2024 begyndte retssagen mod den tiltalte Philip Patrick Westh ved Retten i Næstved. Der var afsat 18 retsdage og oprindeligt indkaldt 36 vidner. Under retssagen blev endnu et vidne, en ansat ved politiet, indkaldt.
Den tiltalte nægtede sig skyldig i alle forhold vedrørende Emilie Meng og den 15-årige efterskoleelev fra Sorø, mens han delvist erkendte visse forhold i sagen fra Kirkerup. Her erkendte han at have bortført den 13-årige pige, at have udsat hende for andet seksuelt forhold end samleje, samt at have været i besiddelse af en kniv og at have haft overgrebsmateriale på sin PC, hvor ofrene var under 18 år.

### Skyldspørgsmål og dom
Philip Patrick West blev den 28. juni 2024 kendt skyldig af et enigt nævningeting ved Retten i Næstved i drabet på og forsøg på voldtægt og langvarig frihedsberøvelse på Emilie Meng, vold, trusler, forsøg på langvarig frihedsberøvelse og voldtægt af den 15-årige pige i Sorø og besiddelse af kniv imens samt grov vold, bevidst påkørsel, voldtægter, andre overgreb, vold, ulovlig tvang, blufærdighedskrænkelser og drabsforsøg på den 13-årige pige fra Kirkerup.
Han blev idømt landets strengeste straf, fængsel på livstid. Han valgte at anke sagen til landsretten.